# Sender Monte Venda
Der Sender Monte Venda ist ein leistungsstarker Sender auf dem Monte Venda in Venetien, welcher bis nach Südtirol und nördliche Teile der Lombardei sendet.

## Frequenzen und Programme

### Analoger Hörfunk (UKW)
| Kanal (MHz) | Logo | Programm    | RDS (PS) | RDS (PI)  | Region   | ERP (kW) | Polarisation |
| ----------- | ---- | ----------- | -------- | --------- | -------- | -------- | ------------ |
| 88,10       |      | Rai Radio 1 | *Radio1_ | 5501 5201 | Venetien | 150      | zirkulär (Z) |
| 89,00       |      | Rai Radio 2 | *Radio2_ | 5202      | –        | 150      | zirkulär (Z) |
| 89,90       |      | Rai Radio 3 | *Radio3_ | 5203      | –        | 150      | zirkulär (Z) |

### Analoges Fernsehen (PAL)
Vor der Umstellung auf DVB-T diente der Sendestandort weiterhin für analoges Fernsehen.
| Kanal | Frequenz (MHz) | Programm         | ERP (kW) | Sendediagramm rund (ND)/ gerichtet (D) | Polarisation horizontal (H)/ vertikal (V) |
| ----- | -------------- | ---------------- | -------- | -------------------------------------- | ----------------------------------------- |
| D     | 175,25         | Rai Uno          | 160      | D                                      | H                                         |
| 25    | 503,25         | Rai Due          | 1000     | ND                                     | H                                         |
| 32    | 559,25         | Rai Tre Venetien | 1000     | ND                                     | H                                         |